# Peter von Stadl
Peter von Stadl (auch Vonstadl; * 29. Juni 1869 in Wilten; † 3. Oktober 1919 in Hall in Tirol) war ein österreichischer Baumeister und Architekt.

## Leben
Peter Josef Paul von Stadl war das jüngere von zwei Kindern des Architekten Josef von Stadl und der Historienmalerin Maria von Stadl, geb. Pfefferer. Nach dem Besuch der Staatsgewerbeschule in Innsbruck studierte er ab 1889 an der Wiener Kunstgewerbeschule und von 1892 bis 1895 bei Victor Luntz an der Spezialschule für Architektur der Akademie der bildenden Künste Wien. Er übernahm das Baumeistergeschäft seines Vaters und war wie dieser hauptsächlich für kirchliche Auftraggeber tätig. 1902 legte er einen Plan für eine Landkirche vor, der die Errungenschaften der modernen Bautechnik, bewährte Erfahrungen und kanonische Vorschriften über die Anpassung des Kirchengebäudes an den katholischen Gottesdienst vereinte. Er setzte sich auch theoretisch mit dem Kirchenbau auseinander. Mit seinen Plänen, Entwürfen und Studienblättern war er  mehrfach auf Ausstellungen im Tiroler Landesmuseum Ferdinandeum vertreten. 
Im Ersten Weltkrieg war er als Standschütze an der Dolomitenfront eingesetzt.

## Werke

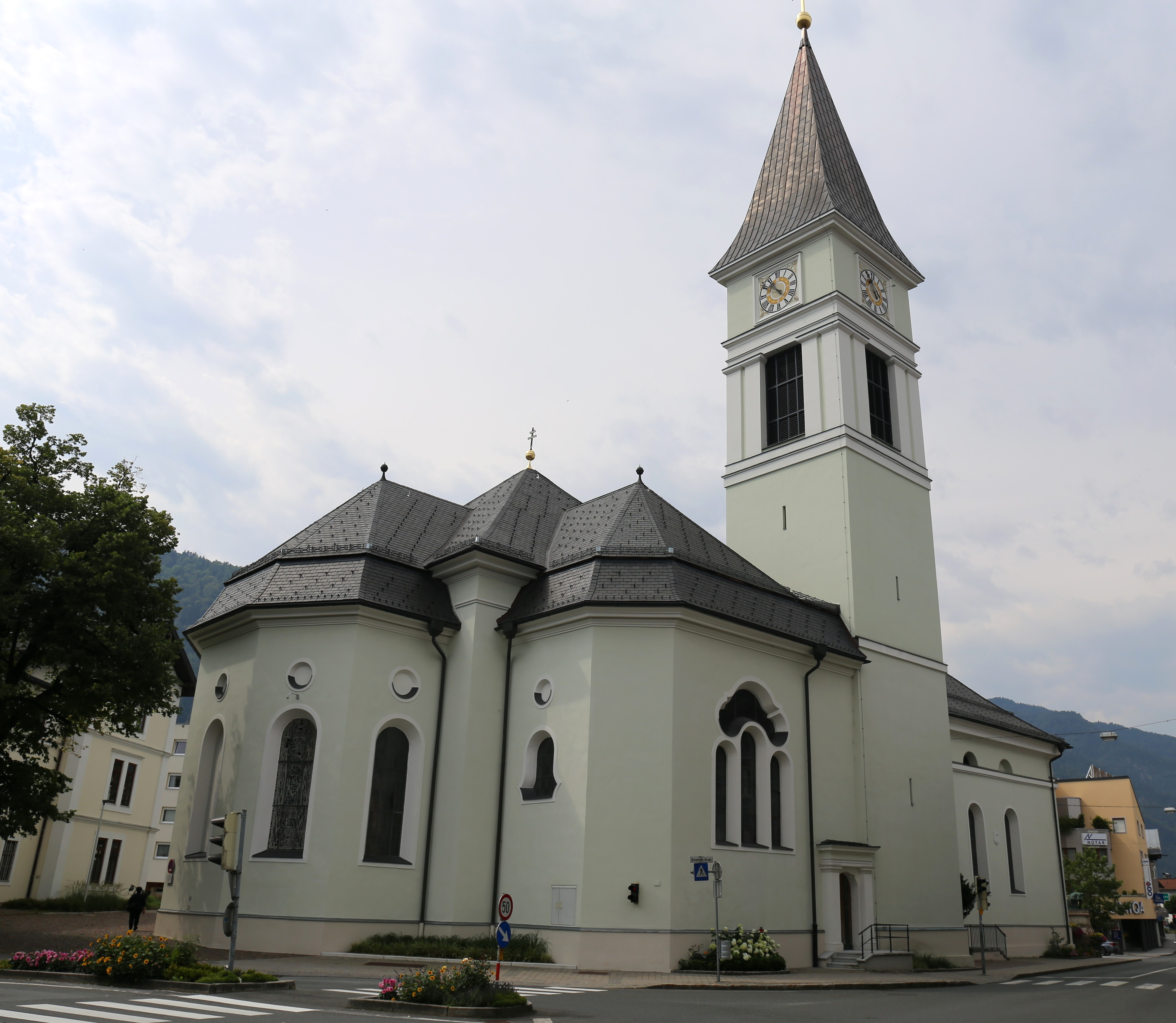
Pfarrkirche Wörgl

- Innenausstattung der Lourdeskapelle in Flirsch, 1897
- Friedhof und Friedhofskapelle Hall in Tirol, 1898
- Totenkapelle, Friedhof Steinach am Brenner, 1898[3]
- Zubau zum Kloster der Tertiarschwestern, Hall in Tirol, 1906–1907[4]
- Regotisierung der Pfarrkirche Haiming, 1907–1908[5]
- Pfarrkirche St. Wolfgang, Rein in Taufers, 1908–1911[6]
- weitgehender Neubau der Pfarrkirche Wörgl, 1911–1912[7]